# Med Hondo
Med Hondo (nascut Mohamed Abid Hondo; 4 de maig de 1935 - 2 de març de 2019) va ser un director, productor, guionista i actor francès nascut a Mauritania. Considerat un pare fundador del cinema africà, és conegut per les seves polèmiques pel·lícules que tracten temes com les relacions racials i la colonització. El seu aclamat llargmetratge de debut com a director l'any 1970, Soleil O, va rebre el Pardo d'oro at al Festival Internacional de Cinema de Locarno de 1970 i va ser escollida el 2019 pel African Film Heritage Project per a la restauració. La seva pel·lícula de 1979 West Indies ou les Nègres marrons de la liberté va ser la primera pel·lícula africana musical i, amb 1,3 milions de dòlars, la producció més cara de la història del cinema africà.
En els seus darrers anys, Hondo es va fer conegut per doblar èxits de Hollywood que incloïen Shrek, The Lion King, The Nutty Professor, i Se7en.

## Biografia
Hondo va néixer l'any 1936 a Atar (Mauritània) La seva mare era mauritana i el seu pare senegalès. El 1954, Hondo va anar a Rabat, Marroc, per formar-se per convertir-se en xef a l'Escola Internacional d'Hoteleria d'allà. Va emigrar a França l'any 1959 i va trobar feina primer a Marsella i després a París, diverses vegades com a cuiner., treballador agrícola, cambrer, estibador i repartidor. Va descobrir que ell i altres immigrants africans no podien obtenir feina a la seva elecció, i en les feines menors que podien trobar, se'ls pagava menys que els francesos. La dificultat per guanyar-se la vida durant aquest temps, així com el racisme que va experimentar, finalment va ser la inspiració per a les seves pel·lícules, com Soleil O i Les Bicots-nègres, vos voisins.
Hondo va començar a prendre classes d'actuació i direcció, i va estudiar amb l'actriu francesa Françoise Rosay, actuant en obres clàssiques de Shakespeare, Molière i Jean Racine. No va poder expressar-se plenament amb el teatre de repertori francès, i el 1966 va formar la seva pròpia companyia de teatre amb l'actor guadalupà Robert Liensol. Anomenat Shango (de Shango, el deu del tro Ioruba), i més tard Griot-Shango, la companyia va produir obres de teatre que relaten les experiències dels negres, incloses obres de René Depestre i Aimé Césaire.
A finals de la dècada de 1960, Hondo va començar a fer petits papers d'actuació en televisió i pel·lícules. Va començar a aprendre l'ofici de fer cinema mitjançant una observació acurada de el treball dels altres, i va començar a treballar darrere de la càmera. Va començar a treballar en la seva primera pel·lícula, Soleil O, el 1965. FetA amb un pressupost de 30.000 dòlars, va ser finançat amb el treball d’Hondo de doblatge de pel·lícules americanes al francès. Soleil O fou projectada durant la Setmana Internacional de la Crítica al 23è Festival Internacional de Cinema de Canes, on va rebre elogis de la crítica. Va rebre un premi Pardo d'oro al Festival Internacional de Cinema de Locarno de 1970]. El 1981 va ser membre del jurat del 12è Festival Internacional de Cinema de Moscou.
Hondo també va treballar amb freqüència com a actor de veu. Va treballar en el doblatge de moltes pel·lícules en anglès al francès, donant veu als personatges interpretats a la pantalla per Sidney Poitier, Morgan Freeman, Ben Kingsley i Danny Glover (a les rares ocasions en què Glover no va ser doblat per Richard Darbois). Va doblar diverses de les pel·lícules d'Eddie Murphy, inclosa The Nutty Professor (1996) i l'Ase a Shrek del 2001 i les seves seqüeles.
Med Hondo va explicar al seu lloc web que es va reunir amb Danny Glover el 1991 i li va presentar el seu projecte actual: un biopic del revolucionari haitià Toussaint Louverture. Segons Hondo, un Glover entusiasta va expressar el seu interès pel paper principal i per participar en la producció de la pel·lícula, però després va tallar tota comunicació amb Hondo i el coguionista Claude Veillot. Hondo va afirmar que el projecte biogràfic de Louverture de Glover, amb el suport econòmic de Hugo Chávez, es va inspirar en el seu guió original, i va dirigir una carta oberta a Glover en la qual negava les afirmacions de Glover "Louverture Films" que el guió era una comissió pagada per Glover a Hondo. Hondo també va esmentar la seva reunió amb Glover en una entrevista en anglès al canal de notícies internacional francès France 24.
Hondo va morir a París el 2 de març de 2019, als 82 anys.

## Filmografia

### Director
- 1967: Soleil O
- 1974: Les Bicots-nègres, vos voisins
- 1975: Sahel la faim pourquoi
- 1977: Nous aurons toute la mort pour dormir
- 1979: West Indies ou les Nègres marrons de la liberté
- 1986: Sarraounia
- 1994: Lumière noire
- 1998: Watani, un monde sans mal
- 2004: Fatima, l'Algérienne de Dakar

### Actor
- 1964: Les verts pâturages (telefilm)
- 1965: Belphégor (minisèrie)
- 1965: Seule à Paris (sèrie de televisió)
- 1965: Bob Morane (sèrie de televisió)
- 1966: Retour à Bacoli (telefilm)
- 1967: Un homme de trop
- 1968: Tante Zita
- 1969: A Walk with Love and Death
- 1974: Aux frontières du possible (sèrie de televisió)
- 1975: Jo Gaillard (sèrie de televisió)
- 1977: The Ambassadors
- 1978: Safrana ou le droit à la parole
- 1989–1991: Commissaire Moulin (sèrie de televisió)
- 1990: 1871 com Karl Marx
- 1997: La divine poursuite
- 2000: Antilles sur Seine
- 2003: Funky Cops (sèrie de televisió)
- 2006: Incontrôlable
- 2006: Asterix and the Vikings

### Doblatge
- 1982: Gandhi com Ben Kingsley's Mohandas Karamchand Gandhi[5]
- 1984: Beverly Hills Cop com Axel Foley Eddie Murphy
- 1984: La millor defensa com Lieutenant T.M. Landry Eddie Murphy's[16]
- 1994: The Lion King com Rafiki
- 1995: Se7en com Detective Lt. William Somerset Morgan Freeman's[16]
- 1996: The Nutty Professor com Eddie Murphy's Sherman Klump[16]
- 2001: Samurai Jack com Aku
- 2001: Shrek com Ase[17]
- 2003: Xiaolin Showdown com Dojo
- 2004: Shrek 2 com Ase
- 2007: Shrek Tercer com Ase
- 2010: Shrek, feliços per sempre... com Ase